# Ґеорґ Гайм
Ґеорґ Гайм (нім. Georg Heym; нар. 30 жовтня 1887, Гіршберґ — пом. 16 січня 1912, Берлін) — німецький поет і прозаїк.

## Життєпис
Ґеорґ Гайм народився 1887 року в Гіршберзі (Сілезія; в наш час — місто Єленя-Ґура в Польщі) в родині чиновника Германна Гайма і його дружини Дженні. 1900 року сім'я перебирається до Берліна. 1902 року Ґеорґ Гайм починає реґулярно записувати свої вірші в зошит. 1906 року в шкільній газеті «Колообіг сонця» опубліковано два вірші Гайма, написані під враженням від самогубства його однокласника Ернста Фоґеля. 6 липня 1910 року Гайм виступає в Берліні в «Неопатетичному кабаре» при «Новому клубі» і швидко набуває популярності в літературних колах. У щоденнику за 5 листопада 1910 року робить запис: «Бодлер. Верлен. Рембо. Кітс. Шеллі. Я цілком переконаний, що з німців тільки я наважуюся звертатися до привидів цих Богів, не задихаючись від блідості та слабкості». Разом з Ернстом Штадлером і Ґеорґом Траклем стає одним з предтеч експресіонізму в німецькомовній літературі. 16 січня 1912 року Ґеорґ Гайм, катаючись зі своїм другом Ернстом Бальке на річці Гафель, провалився під лід і потонув. Менш ніж за два роки до своєї трагічної смерті він описав у щоденнику сновидіння, що дуже нагадувало її обставини.

## Творчість
Ґеорґ Гайм — німецький експресіоніст, творчий шлях якого тривав неповні десять років. Сам Гайм називав себе «німецьким Рембо». Перша збірка Гайма «Вічний день» («Der ewige Tag», 1911) стала й останньою прижиттєвою книжкою поета. Агресивна образність експресіонізму — візитівка книжки. Для Гайма метафора перестає бути «образним засобом», вона «реалізується» у віртуальній дійсності. Виникає паралельний світ — фантастичний, фантасмагорійний, побудований на абсурді та гротеску. Та за цією химерною фантазією приховане сучасне життя. Поет відчував апокаліптичні настрої своєї епохи; місто стає головним героєм «Вічного дня».
Друга і третя книжки віршів Гайма, «Тінь життя» («Umbra vitae», 1912) та «Небесна трагедія» («Der Himmeltrauerspiel», 1913) вийшли друком уже після смерті автора. Головні мотиви цих збірок ті ж самі: місто — «похмурий морг», поля — «голі пустелі», довкола — «маска смерті». Але на відміну від першої збірки, тут з'являється «я» ліричного героя, що свідчить про перехід поета від експресивної мови до екзистенційної. «Я» поезії Гайма може бути представлене і як «ми», і як «він», але це завжди вираження його власного стану, коли життя — цілковита безвихідь.
Також після Гаймової загибелі серед його паперів, окрім всього іншого, знайшли кілька оповідань, які 1913 року видавництво Ернста Ровольта опублікувало окремою збіркою під назвою «Злодій».

## Українські переклади
- Ґеорґ Гайм. Новели / переклад з німецької Юрія Клена, Максима Рильського, Віктора Петрова. — Київ: Видавництво «Слово», 1925.
- Ґеорґ Гайм. Злодій / переклад з німецької Ольги Свиріпи. — Івано-Франківськ: Видавництво «П'яний корабель», 2017. — 80 с.
- Ґеорґ Гайм. Небесна трагедія / переклад з німецької Максима Солодовника. — Полтава: Видавництво «Eisenturm», 2018. — 70 с.  [Архівовано 10 серпня 2018 у Wayback Machine.]
- Ґеорґ Гайм. Umbra Vitae / переклад з німецької Максима Солодовника. — Полтава: Видавництво «Eisenturm», 2018. — 66 с.  [Архівовано 10 серпня 2018 у Wayback Machine.]
- Ґеорґ Гайм. Вічний день / переклад з німецької Максима Солодовника. — Полтава: Видавництво «Eisenturm», 2020. — 69 с.  [Архівовано 20 травня 2021 у Wayback Machine.]
- Ґеорґ Гайм. Марафон / переклад з німецької Максима Солодовника. — Полтава: Видавництво «Eisenturm», 2021. — 50 с.  [Архівовано 20 травня 2021 у Wayback Machine.]